# 11945 Amsterdam
För andra betydelser, se Amsterdam (olika betydelser).
11945 Amsterdam eller 1993 PC5 är en asteroid i huvudbältet som upptäcktes den 15 augusti 1993 av den belgiske astronomen Eric W. Elst vid CERGA-observatoriet. Den är uppkallad efter den nederländska staden Amsterdam.
Den tillhör asteroidgruppen Eos.